# Народні Збори Західної України

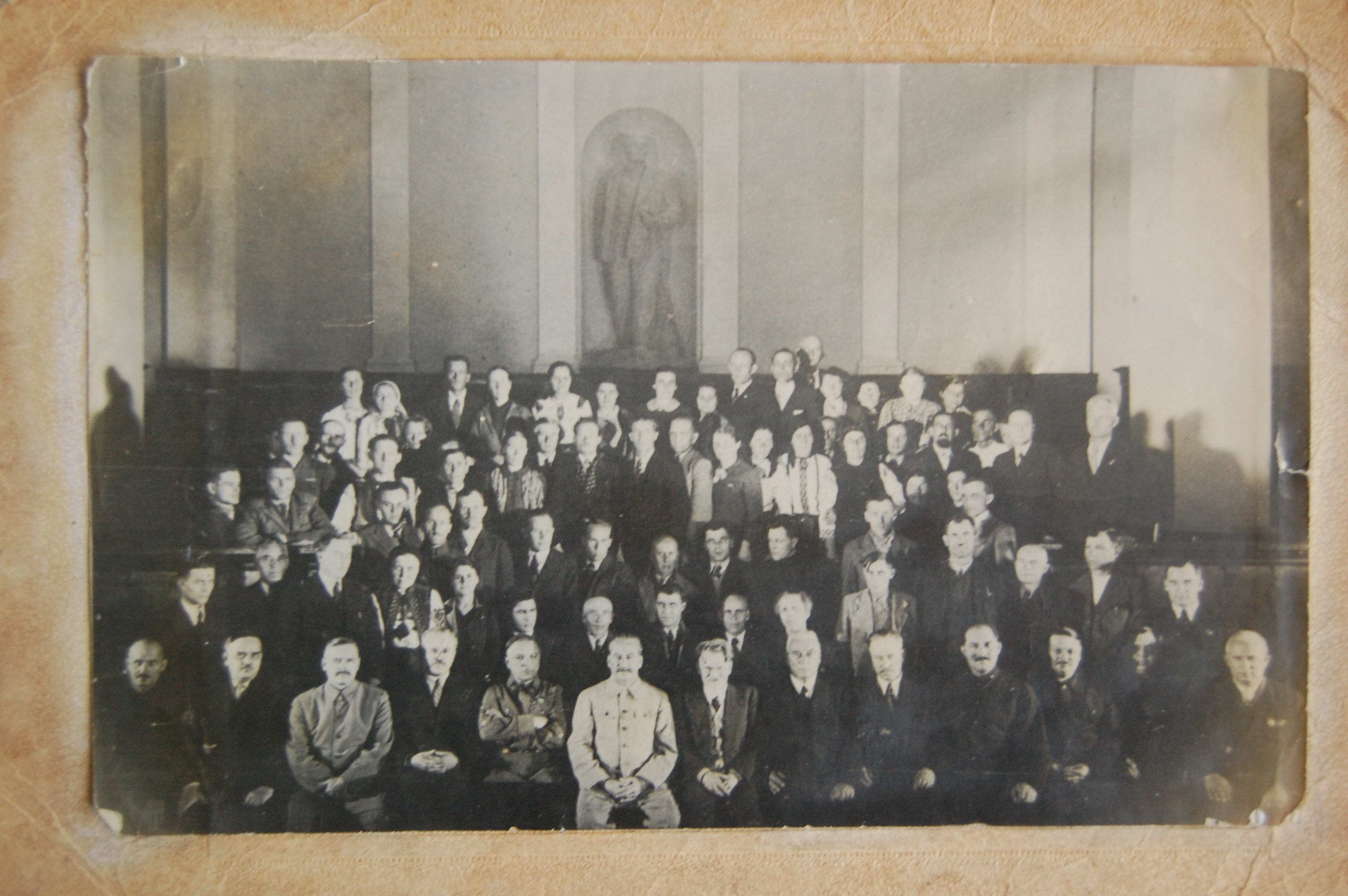
Делегати Народних зборів від Західної України у Москві, 1939 рік

Наро́дні Збо́ри За́хідної Украї́ни (НЗЗУ) — тимчасовий орган влади, утворений з метою правового оформлення нового статусу Західної України після вторгнення на її територію Червоної армії у вересні 1939 р.
Щоб подати анексію як «возз'єднання» 1 жовтня 1939 р. ЦК ВКП(б) видав постанову «По питаннях Західної України і Західної Білорусії» про скликання так званих Народних Зборів Західної України з виборних делегатів. Організацію і проведення Зборів і виборів доручено політуправлінню Українського фронту. Утворене політуправлінням Тимчасове управління Львова 4 жовтня 1939 р. звернулося з відозвою до Луцького, Станіславського, Тернопільського «тимчасових управлінь», в якій пропонувалося створити спеціальні комітети з організації виборів. Військова рада Українського фронту 5 жовтня 1939 р. затвердила склад організаційного комітету, а наступного дня — «Положення про вибори до Українських народних зборів», регламентувала терміни проведення виборів та відкриття засідань, норму представництва (один депутат від 5 тисяч виборців). Зазначалося, що при організації виборів потрібно керуватися практикою виборів до ВР СРСР та республік зі спрощеною системою виборів з огляду на стислі строки.
Виборча кампанія проходила в умовах тотального компартійного контролю та виключала можливість легальної передвиборної боротьби. Незважаючи на те, що правом висувати кандидатів до Народних Зборів Західної України наділялися селянські комітети, тимчасові управління, збори робітників, робітничої гвардії, інтелігенції, вони були заздалегідь підібрані армійськими політпрацівниками та тимчасовими органами радянської влади. Про «робітничу гвардію» у Львові згадував Іван Німчук (головний редактор часопису «Діло»): «Порядку на вулицях та в місті берегла створена на швидку руку міліція з червоними опасками на раменах, що її членами були переважно молоді українські націоналісти з ОУН, які втішалися зрештою, не довго, своїми крісами. Бо большевики розкусили їх при помочі місцевих комуністів дуже скоро і стали замінювати їх більш надійним для себе елементом».
Щоденні мітинги, робота агітаційних пунктів, діяльність міських і повітових тимчасових управлінь координувалися Львівським будинком пропаганди і агітації. Для посилення ідеологічного впливу в першій половині жовтня 1939 р. організовано низку лекцій («Ленінська національна політика партії більшовиків», «Буржуазно-націоналістичні партії — вороги трудящих», «Партія Леніна — організатор перемог соціалізму в СРСР» та ін.). Тоталітарні методи дій влади викликали опір місцевого населення, який проявлявся в спробах агітації проти окремих кандидатів або ж проведення виборів загалом. Зафіксовані випадки збройних сутичок між військовими підрозділами Червоної армії та оунівським підпіллям під час проведення передвиборних зборів у деяких населених пунктах. Частина виборців прийшла на дільниці через моральний тиск, загрозу репресій, арештів та боязнь потрапити до категорії «ворогів народу».
19 жовтня 1939 р. газета «Вільна Україна» й інші видання опублікувала «Гасла до виборів в Українські Народні Збори», у яких кілька разів згадувався «вождь і учитель, кращий друг українського народу — великий Сталін» та нагадувалося: «Громадяни, пам'ятайте! Неділя, 22 жовтня — день виборів до Українських Народних Зборів! Всі, як один чоловік, візьмемо участь у виборах депутатів до Українських Народних Зборів!»
Вибори до цих Зборів проводилися 22 жовтня 1939 р. Всього було створено 1495 округів, по кожному з яких висувався, як правило, один кандидат узгоджений наперед місцевим керівництвом КП(б)У. Були обрані 1484 депутати. Згідно з офіційними даними, у голосуванні взяли участь 92,83 % виборців, з яких 90,93 % віддали голоси за пропонованих кандидатів. Всього з 4776,3 виборців взяли участь у голосуванні 4434 (92,8%). У 325,9 тис. бюлетенів прізвища кандидатів були закреслені. Лише у восьми округах на Волині та у трьох на Львівщині кандидати отримали менше половини голосів і вибори там були визнані недійсними.
Серед відомих депутатів: Ізидор Шурко (від села Глиняни Золочівського району Львівської області), Петро Тронько (від Назавизівського округу Надвірнянського повіту Станиславівського воєводства), Іван Турянський (від Чайковичів Самбірського району Львівської області), Кирило Студинський (обраний головою Зборів), Олександр Луцький (під чужим прізвищем — від Станиславівського воєводства), Василь Барвінський, Філарет Колесса, Петро Франко, Мар'ян Панчишин, Юрій Пантелюк, Гурська Галина, Марія Кіх (від Львова), Василь Бегма (від Луцька), Олександр Гринько (від Лановецького виборчого округу Тернопільського воєводства), Ганна Гоголь (від Черчів Рогатинського повіту, Станиславівського воєводства), Орест Кузьма (від Коломиї), Созонт Букатчук (від Косівського повіту Станиславівського воєводства), Меєр Шпрингер, Феодосій Додь, Степан Тудор (від Золочева), Блажкевич Іванна Омелянівна (від Тернопільщини), Іван Тишик — від Волині тощо.
Висування кандидатів у депутати та вибори в Народні Збори проходили під пильним оком та з тиском на виборців з боку радянської влади, яка поставила собі за мету обрання прорадянських депутатів. Вибори були безальтернативними, оскільки висували тільки одного — прорадянського кандидата. Підготовка до виборів, висування кандидатів у депутати у Народні Збори ЗУ та самі вибори відбувалися в умовах початкового політичного терору з боку НКВС, який ще не встиг набрати обертів, та морального і психологічного тиску від представників радянської влади. Арештовували представників українських та польських партій. За твердженнями деяких свідків тогочасних подій, результати виборів часто були сфальсифіковані, навіть траплялися такі випадки, коли всупереч даних виборчих документів представники сталінської влади оголошували депутатами зовсім інших людей. Один зі свідків виборів у Народні Збори Західної України, який негативно ставився до радянської влади і вважав ці вибори фарсом, описував процес виборів наступним чином:

| «Організатором виборів депутатів до Народних зборів було військо, може військо НКВД, не знаю. Знаю, що офіцери Червоної Армії прийшли в нашу хату й наказали матері винести всі речі з трьох кімнат, залишаючи нам тільки кухню. Саме в тих кімнатах улаштовано пункт для голосування. В першій кімнаті сиділа комісія, від якої голосуючі одержували бюлетені. В другій кімнаті стояли три кабіни, для, неначе, забезпечення таємного голосування. В третій кімнаті стояла урна, з тієї кімнати був вихід з хати. В дверях між першою і другою кімнатами під час голосування стояв котрийсь з місцевих активістів, котрий повчав людей: Якщо ви за радянську владу, то не мусите заходити до кабіни, можете бюлетень так укинути до урни. А якщо ви проти радянської влади, то можете зайти до кабіни і викреслити кандидата від партії. Після такої "інструкції" майже ніхто не заходив до кабіни.» |
| |

Інший свідок називає ці вибори «пародією плебісциту». Але, за іншим свідченням, вибір, як виняток, був альтернативним і навіть трапився випадок перемоги офіційно незатвердженого депутата О. Гринько. Тоді виборці викреслили з бюлетеня офіційного кандидата і вписали свого. Стверджується, що вибори були організовані комуністичною владою з метою надання легітимності приєднання до СРСР нових територій. Народні Збори Західної України не були народним, демократичним волевиявленням, а радше добре відпрацьованим політичним фарсом.
Засідання Н33У відбулися у Львові 26—28 жовтня 1939 року в приміщенні Великого міського театру (нині Львівський національний академічний театр опери та балету імені Соломії Крушельницької). 28—30 жовтня подібні заходи пройшли і у Білостоці, Західна Білорусь щодо приєднання останньої до БРСР. 
Щоби депутати «правильно» голосували, серед них сиділи у залі оперного театру перебрані енкаведисти. У Львові було ухвалено чотири декларації:
- про встановлення радянської влади в Західній Україні[12] (доповідач М. Панчишин, очільник відділу охорони здоров'я Львівської області);
- про входження Західної України до складу СРСР і возз'єднання з УРСР[12] (К. Студинський, Доктор філософії, академік ВУАН);
- про конфіскацію поміщицьких і монастирських земель[13] (Ю. М. Шкалубина, колишній підпільник КПЗУ);
- про націоналізацію банків і великої промисловості[13] (В. Садовий, ветеран Першої світової війни, робітник).

З трибуни зборів виступав і Микита Хрущов, Перший Секретар ЦК КП(б)У. Після завершення Народних Зборів у Львові відбувся парад Червоної армії.
Було обрано делегацію (Повноважну комісію) у складі 66 осіб, яка передала прийняті декларації Верховним Радам СРСР і УРСР. Вже 1 листопада 1939 р. Верховна Рада збирається на надзвичайну сесію і, «заслухавши заяву Уповноваженої Комісії Народних Зборів Західної України», ухвалює «задовольнити прохання Народних Зборів Західної України, включити її до складу СРСР» і «пропонувати Верховній Раді УРСР прийняти Західну Україну до складу УРСР». Сталося це в Москві у 21-шу річницю Великого Листопада. Після цього акту Народні Збори Західної України припинили свою діяльність.
24 березня 1940 р. проведені вибори депутатів Верховних Рад Радянського Союзу і Радянської України на Західних землях України.